# Helena de Kay Gilder
Helena de Kay Gilder (Nueva York, 1846 - 28 de mayo de 1916) fue una ilustradora y artista estadounidense.

## Biografía
Helena de Kay Gilder nació en la ciudad de Nueva York en 1846. Su padre era George Coleman De Kay y su madre Janet de Kay. Su padre fue oficial naval y murió cuando ella tenía solo dos años. Tras la muerte del padre, la familia (madre, su hermano, George, y ella) se trasladó a Dresden, Alemania, donde vivieron hasta 1861, antes de regresar a los Estados Unidos para que su madre pudiera estar más cerca de su hermana mayor, Katherine, después de que esta última fuera madre. Gilder fue entonces a un internado para niñas ubicado en Farmington, Connecticut. Más tarde, estudió arte en el Instituto Cooper Union y en la Academia Nacional de Dibujo de Estados Unidos, y recibió además instrucción de los artistas Winslow Homer y John LaFarge. En 1871-72 fue una de las alumnas de la primera clase de dibujo al natural para mujeres de la Academia Nacional de Dibujo de Estados Unidos.
Gilder tuvo siete hijos. De ellos, su hijo Rodman de Kay Gilder, y su hija menor, Rosamond de Kay Gilder, se hicieron escritores, y su hija Dorothea de Kay Gilder tuvo una corta carrera como actriz de teatro.
En mayo de 1872, Helena conoció a su marido, el poeta y editor estadounidense Richard Watson Gilder, en las oficinas de la publicación periódica dedicada a la literatura Scribner's Monthly, donde Richard trabajaba entonces como director editorial. En febrero de 1874, Helena y Richard anunciaron su compromiso, casándose en junio de ese mismo año. Richard es conocido fundamentalmente por su obra como poeta. Algunas de sus obras incluyen The New Day (1875), Five Books of Song (1894), In the Heights (1905) y varias más. Helena y Richard acumularon una gran cantidad de cartas de correspondencia entre ambos sobre su matrimonio, y Helena fue objeto de varios poemas de amor escritos por su esposo.

## Obra
Gilder quería ser pintora al óleo y, a menudo, hacía las ilustraciones que acompañaban a los libros de poesía de su marido, como fue el caso de Two Worlds: and Other Poems. El trabajo más conocido de Helena de Kay Gilder fue citado como "sus imágenes de figuras, 'La joven madre' y 'La última flecha'" por la revista The Art Amateur. Su impacto en el mundo del arte se extendió más allá de su propia producción artística. Gilder contribuyó al mundo del arte al ayudar a organizar la Liga de estudiantes de arte de Nueva York en 1875 y cofundó la Sociedad de Artistas Estadounidenses en 1887, que brindaba a los artistas clásicos más jóvenes la oportunidad de ser parte de una asociación alternativa. La decisión de poner en marcha la organización la tomó tras exhibir una pintura en la exposición anual de la Academia Nacional de Dibujo de Estados Unidos, mientras estaba allí como estudiante. Su pintura no tuvo buena ubicación dentro de la muestra y ella consideró que la ubicación de sus pinturas reflejaba la renuencia de la academia a aceptar nuevos tipos de arte. El objetivo de la Sociedad de Artistas Estadounidenses era moverse en una dirección diferente a la de la Academia Nacional y otros grupos de artistas convencionales, al mismo tiempo que mostraba que el arte es válido en muchas formas y estilos diferentes, y puede dejarse en manos del artista. Junto con Gilder, escritores como Clarence Cook, Charles DeKay, Richard C. Brown y su esposo, Richard Watson Gilder, criticaron la mentalidad conservadora de la Academia Nacional de Dibujo de Estados Unidos.

## Relación con Winslow Homer y Mary Hallock Foote
Helena de Kay Gilder es a menudo recordada como musa e interés romántico de Winslow Homer. Se cree que Gilder y Winslow se conocieron a través del hermano de ella Charles, que conocía a Winslow desde 1867. Homer se había quedado en el estudio en el edificio de la Universidad en la ciudad de Nueva York mientras Winslow estaba en Francia en ese momento. Gilder y Homer pasaron una cantidad considerable de tiempo juntos, y es la correspondencia entre ellos lo que ha dado indicios de que Homer hizo múltiples intentos de conquistarla románticamente. Aunque se sabe que Homer pintó a varias mujeres en complejos turísticos de lujo en todo el noreste, Gilder es una de las pocas a las que se puede reconocer. Gilder es además el tema de muchas de sus obras, como La mariposa (1872), y también se especula que es el tema de otras obras no confirmadas de Homer.
Una de las amistades más conocidas de Gilder fue la ilustradora Mary Hallock Foote. Aunque ellas provenían de círculos sociales y antecedentes socioeconómicos muy diferentes, las dos se hicieron grandes amigas mientras estudiaban y compartieron una larga correspondencia a lo largo de sus vidas. Gilder y Foote tuvieron un gran impacto en las carreras de la otra, ya que ambas se brindaron críticas y comentarios sobre su trabajo, y el esposo de Gilder le ofreció a Foote varios encargos artísticos para su revista. También fue a través de Gilders que Foote conoció a otras artistas y editoras femeninas en ese momento.[cita requerida]
Helena de Kay Gilder murió el 28 de mayo de 1916.